# Béatrice Longuenesse
Béatrice Longuenesse (6 september 1950) is bijzonder hoogleraar filosofie aan de New York-universiteit. In haar werk concentreert zij zich op de filosofen Immanuel Kant, Georg Wilhelm Friedrich Hegel en op de filosofie van de geest. Zij is fellow van de American Academy of Arts and Sciences. Longuenesse is een van de prominentste Kant-kenners en haar werken hebben verhitte discussies geëntameerd over delen van Kants corpus.

## Opleiding en carrière

### Opleiding
Longuenesse studeerde aan de École Normale Supérieure, de Universiteit van Parijs, Sorbonne en (als gaststudent) aan de Princeton Universiteit. In 1981 promoveerde zij en verkreeg in 1992 een Doctorat d'État aan de Sorbonne.

### Universitair docent
Sinds haar afstuderen gaf Longuenesse aaneensluitend les aan, respectievelijk, La Sorbonne (1978-’79), de École Normale Supérieure (1980-’82), de Université de Franche-Comté (1983-’85) en de Université de Clermont-Ferrand (1985-’93) en verhuisde vervolgens naar de Verenigde Staten om universitair hoofddocent te worden aan Princeton-universiteit (1993-1996), waar zij in 1996 werd geïnaugureerd als hoogleraar. In 2004 verruilde ze haar leerstoel op Princeton voor een soortgelijke positie aan de New York-universiteit (NYU).

### Fellowships
Longuenesse zijn in de loop der jaren diverse fellowships en onderzoeksplaatsen ten deel gevallen. Zo was zij:
- Jane Eliza Procter fellow op Princeton (1979 en 1980);
- onderzoeker verbonden aan de muziekafdeling van de Bibliothèque nationale de France (1981-1983);
- fellow bij NYU's Institute for the Humanities (2005-heden);
- fellow aan het Wissenschaftskolleg (Instituut voor geavanceerde studie, Berlijn) (2006);[b]
- Silver Professor of Philosophy aan de New York University (2010-heden);
- is ze verkozen in de American Academy of Arts and Sciences (2011-heden);
- en ontving zij twee maal een Berlijn-prijs van de American Academy in Berlijn, Siemens-beurs (2012) en John Birkelund-beurs (2013).
- In 2017 bekleedde Longuenesse de Spinoza-leerstoel aan de Universiteit van Amsterdam.[6]

## Filosofisch werk

### Korte boekbespreking
Longuenesse heeft drie boeken geschreven, twee essaybundels geredigeerd en veel artikelen gepubliceerd. Haar boeken gelden als belangrijke bijdragen aan de Kantiaanse en Hegeliaanse wetenschap.
Longuenesse’s eerste boek, Kant and the Capacity to Judge. Sensibility and Discursivity in the Transcendental Analytic of the Critique of Pure Reason, concentreerde zich op Kants 'Kritik der Urteilskraft' uit 1790 en beargumenteerde dat het in feite de ruggengraat van de rest van Kants werk vormde.
Haar tweede boek, Kant on the Human Standpoint, begon met een weerlegging van sommige kritieken op haar eerste boek en analyseerde andere aspecten van Kants werk, waaronder zijn opvattingen over vrijheid, rede en causaliteit.
Zij begon haar derde boek, Hegels Critique of Metaphysics, met een close reading van enkele van Hegels werken die traditioneel werden beschouwd als moeilijk analyseerbaar. Vervolgens voerde Longuenesse het argument aan dat Hegels werk een nieuwe bewerking van Kants ideeën vertegenwoordigde. Het Hegeliaanse corpus zou derhalve kunnen worden gebruikt als basis voor het bouwen van een plausibel alternatief voor het empirisme van Locke.
De door Longuenesse en Daniel Garber geredigeerde bundel Kant and the Early Moderns is een verzameling essays waarin de focus is gelegd op Kants visie op het werk van de filosofen voor hem en welke invloed deze visie uitoefende op zijn eigen werk.

### Kants kritische filosofie
Béatrice Longuenesse is bekend geworden met werk waarin zij voortbouwt op Kants beoordelingstheorie, die naar haar mening de ruggengraat vormt van de centrale argumenten in Kants kritische systeem. Haar eerste ‘Kant-boek’ werd uitgebreid en in brede kring besproken. En het wekte bovenal nieuwe interesse voor Kants logica, diens visie op de rol van de verbeelding in perceptie en cognitie en voor zijn verklaring van conceptverwerving. Middels haar werk probeert Longuenesse Kants opvattingen te koppelen aan de hedendaagse debatten in de filosofie van de geest, bijvoorbeeld rondom de vraag naar de conceptuele of niet-conceptuele inhoud van perceptie en de aard van het volgen van regels. Longuenesse heeft in een groot aantal artikelen gereageerd op de kritieken, die haar eerste boek had opgeroepen. In Kant on the Human Standpoint neemt zij de rol van Kants beoordelingstheorie in zijn natuurfilosofie, moraalfilosofie en esthetische theorie onder de loep.

### Hegelslogica
Voordat Longuenesse aan haar systematische werk over Kant begon, schreef zij over Hegel. In Hegel et la Critique de la Métaphysique betoogde ze dat Hegels Wissenschaft der Logik zou moeten worden gezien als een radicalisering van Kants transcendentale logica. Voor Hegel zijn, net als voor Kant, de categorieën in de traditionele metafysica eerder universele vormen van denken dan representaties van intrinsieke eigenschappen van dingen die verondersteld worden onafhankelijk te zijn van de activiteit van het denken. Tegen Kant in betoogt Hegel dat deze karakterisering van de categorieën in de metafysica niet inhoudt dat we geen kennis hebben van dingen zoals die in zichzelf zijn. In recentere artikelen, waarvan sommige in de Engelstalige versie van haar Hegel-boek zijn verzameld, onderzoekt Longuenesse  de verschillen tussen Hegels en Kants visies op de aard van concepten, oordelen en conclusies. Zij legt de consequenties van die visies voor ter beoordeling van de mogelijkheden van en de grenzen aan de metafysica.

### Filosofie van de geest en zelfbewustzijn
In haar recente werk heeft Longuenesse zich toegelegd op de hedendaagse filosofie, de filosofie van de geest en op taal, binnen het kader van de psychologie en de neurowetenschap. Zij focust zich op de aard van zelfbewustzijn en zijn relatie tot het gebruik van het persoonlijk voornaamwoord ‘ik’ in zowel taal als gedachten. Ze beweert dat ons gebruik van het woord 'ik' afhangt van twee fundamentele soorten zelfbewustzijn: enerzijds het bewustzijn van zichzelf als betrokken bij mentale activiteiten die gemoeid zijn met het genereren van redenen voor onze overtuigingen en acties en met beoordelen; anderzijds het bewustzijn van zichzelf als een entiteit met een lichaam. Volgens Longuenesse is vanuit de erfenis van Kant het onderscheid tussen deze twee soorten zelfbewustzijn makkelijk te maken en dient men de eerste als fundamenteel te beschouwen voor elk gebruik van 'ik'. Zij bouwt voort op zowel bronnen uit 'analytische' als 'continentale' tradities van de filosofie om zodoende een originele bijdrage aan de hedendaagse debatten over zelfbewustzijn te kunnen leveren. In dit veld is haar werk op interdisciplinaire publicaties verschenen, naast dat van taalkundigen, taalfilosofen  en neurowetenschappers.